# بريطانيا العظمى في الألعاب البارالمبية الصيفية 2020
شاركت بريطانيا العظمى في الألعاب البارالمبية الصيفية 2020 في طوكيو، اليابان. كانت الألعاب مقررة في الأصل بين 21 أغسطس و6 سبتمبر 2020، ولكن تم تأجيلها إلى 24 أغسطس إلى 5 سبتمبر 2021 نتيجة جائحة كوفيد-19. شارك الرياضيون البريطانيون في جميع الألعاب البارالمبية الصيفية الستة عشر المتتالية منذ عام 1960.
فازت سارة ستوري، التي تنافست في ألعابها البارالمبية الثامنة، بأول ميدالية ذهبية لبريطانيا في الألعاب في اليوم الأول من المنافسات، في سباق الفردي للسيدات فئة C5 في الدراجات. كانت هذه هي الميدالية الذهبية الخامسة عشر لستوري في الألعاب البارالمبية، مما جعلها تقترب من الرقم القياسي البريطاني للسباح مايك كيني البالغ 16 ميدالية ذهبية. في 31 أغسطس، فازت ستوري بميداليتها الذهبية الثانية في سباق الزمن الفردي على الطريق للسيدات فئة C5، مما جعلها تحقق الميدالية الذهبية رقم 16 لها في الألعاب البارالمبية، وتصبح أكثر الرياضيين البريطانيين نجاحًا في تاريخ الألعاب البارالمبية، متساوية مع مايك كيني في عدد الميداليات الذهبية، ولكنها تخطت رقمه في الميداليات الفضية والبرونزية. بعد أيام، أضافت ستوري ميداليتها الذهبية الثالثة في سباق الطريق للسيدات فئة C4–5، لتصبح صاحبة الرقم القياسي الوطني برصيد 17 ميدالية ذهبية.

## الميداليات
الرياضيون الذين فازوا بالميداليات في الألعاب لصالح بريطانيا العظمى.
| الميدالية | الاسم                                                            | الرياضة                         | الحدث                                | التاريخ  |
| --------- | ---------------------------------------------------------------- | ------------------------------- | ------------------------------------ | -------- |
| الأول     | سارة ستوري                                                       | الدراجات                        | سباق الفردي للسيدات C5               | 25 أغسطس |
| الأول     | جاكو فان غاس                                                     | الدراجات                        | سباق الفردي للرجال C3                | 26 أغسطس |
| الأول     | لي بيرسون                                                        | الفروسية                        | اختبار البطولة الفردي الدرجة الثانية | 26 أغسطس |
| الأول     | تولي كيرني                                                       | السباحة                         | سباق 100 متر حرة سيدات S5            | 26 أغسطس |
| الأول     | ميزى سامرز-نيوتن                                                 | السباحة                         | سباق 200 متر فردي ميدلي سيدات SM6    | 26 أغسطس |
| الأول     | بيرس غيلفر                                                       | مبارزة الكراسي المتحركة         | سيف الرجال A                         | 26 أغسطس |
| الأول     | كادينا كوكس                                                      | الدراجات                        | سباق الوقت سيدات C4–5                | 27 أغسطس |
| الأول     | هانا راسل                                                        | السباحة                         | سباق 100 متر ظهر سيدات S12           | 27 أغسطس |
| الأول     | ريس دون                                                          | السباحة                         | سباق 200 متر حرة رجال S14            | 27 أغسطس |
| الأول     | نيل فاشي طيار: مات روثيرهام                                      | الدراجات                        | سباق الوقت للرجال B                  | 28 أغسطس |
| الأول     | لورا فاشي طيار: كورين هال                                        | الدراجات                        | سباق الفردي للسيدات B                | 28 أغسطس |
| الأول     | كادينا كوكس جاكو فان غاس جودي كوندي                              | الدراجات                        | سباق الفرق المختلط C1–5              | 28 أغسطس |
| الأول     | ميزى سامرز-نيوتن                                                 | السباحة                         | سباق 100 متر صدر سيدات SB6           | 28 أغسطس |
| الأول     | توماس يانغ                                                       | ألعاب القوى                     | 100 متر رجال T38                     | 28 أغسطس |
| الأول     | ريس دون بيثاني فيرث جيسيكا-جين أبليغيت جوردان كاتشبول            | السباحة                         | 4 × 100 متر تتابع حرة مختلط S14      | 28 أغسطس |
| الأول     | صوفي هان                                                         | ألعاب القوى                     | 100 متر سيدات T38                    | 28 أغسطس |
| الأول     | لورين ستيدمان                                                    | الترايثلون                      | سيدات PTS5                           | 29 أغسطس |
| الأول     | هانا كوكرُفت                                                      | ألعاب القوى                     | 100 متر سيدات T34                    | 29 أغسطس |
| الأول     | لورانس وايتلي لورن رولز                                          | التجديف                         | التجديف مزدوج مختلط                  | 29 أغسطس |
| الأول     | إلين بوتريك جيدري راكوسكايت جيمس فوكس أوليفر ستانهوب إيرين كنيدي | التجديف                         | التجديف مختلط مزودج                  | 29 أغسطس |
| الأول     | كريس سكيللي                                                      | الجودو                          | 100 كجم رجال                         | 29 أغسطس |
| الأول     | المنتخب الوطني لرياضة كرة الرجبي على الكراسي المتحركة            | كرة الرجبي على الكراسي المتحركة | البطولة المختلطة                     | 29 أغسطس |
| الأول     | لي بيرسون ناتاشا بيكر صوفي ويلز                                  | الفروسية                        | الفريق                               | 29 أغسطس |
| الثاني    | كريستال لين-رايت                                                 | الدراجات                        | سباق الفردي للسيدات C5               | 25 أغسطس |
| الثاني    | ستيف بايت طيار: آدم داغلباي                                      | الدراجات                        | سباق الفردي للرجال B                 | 25 أغسطس |
| الثاني    | ريس دون                                                          | السباحة                         | سباق 100 متر فراشة رجال S14          | 25 أغسطس |
| الثاني    | تولي كيرني                                                       | السباحة                         | سباق 200 متر حرة سيدات S5            | 25 أغسطس |
| الثاني    | آيلين مكغلاين طيار: هيلين سكوت                                   | الدراجات                        | سباق الوقت سيدات B                   | 26 أغسطس |
| الثاني    | جودي كوندي                                                       | الدراجات                        | سباق الوقت للرجال C4–5               | 26 أغسطس |
| الثاني    | فينلاي غراهام                                                    | الدراجات                        | سباق الفردي للرجال C3                | 26 أغسطس |
| الثاني    | صوفي ويلز                                                        | الفروسية                        | اختبار البطولة الفردي الدرجة V       | 26 أغسطس |
| الثاني    | بيثاني فيرث                                                      | السباحة                         | سباق 200 متر حرة سيدات S14           | 27 أغسطس |
| الثاني    | ناتاشا بيكر                                                      | الفروسية                        | اختبار البطولة الفردي الدرجة III     | 27 أغسطس |
| الثاني    | جيمس بول طيار: لويس ستيوارت                                      | الدراجات                        | سباق الوقت للرجال B                  | 28 أغسطس |
| الثاني    | غريس هارفي                                                       | السباحة                         | سباق 100 متر صدر سيدات SB5           | 28 أغسطس |
| الثاني    | جورج بيغود                                                       | الترايثلون                      | 5 PTS                                | 29 أغسطس |
| الثاني    | كارا أدينجان                                                     | ألعاب القوى                     | 100 متر سيدات T34                    | 29 أغسطس |
| الثاني    | ويل بايلي                                                        | تنس الطاولة                     | فردي الرجال – فئة 7                  | 29 أغسطس |
| الثاني    | لويز فيديس                                                       | السباحة                         | سباق 100 متر صدر سيدات SB14          | 29 أغسطس |
| الثاني    | إيلي تشالي                                                       | السباحة                         | 50 متر ظهر سيدات S3                  | 29 أغسطس |
| الثاني    | إليوت ستيوارت                                                    | الجودو                          | 90 كجم رجال                          | 29 أغسطس |
| الثاني    | أوليفر لام-واتسون بيرس غيلفر ديميتري كوتيا                       | مبارزة الكراسي المتحركة         | فريق سيف الرجال                      | 29 أغسطس |
| الثاني    | ناتاشا بيكر                                                      | الفروسية                        | اختبار فردي فري ستايل الدرجة III     | 30 أغسطس |
| الثاني    | كريستال لين-رايت                                                 | الدراجات                        | سباق الوقت للنساء C5                 | 31 أغسطس |
| الثاني    | لورا فاشي طيار: كورين هال                                        | الدراجات                        | سباق الوقت للسيدات B                 | 31 أغسطس |
| الثاني    | بيثاني فيرث                                                      | السباحة                         | 200 متر فردي ميدلي سيدات SM14        | 31 أغسطس |
| الثاني    | ريبيكا ريدفرن                                                    | السباحة                         | 100 متر صدر سيدات SB13               | 1 سبتمبر |
| الثاني    | كريستال لين-رايت                                                 | الدراجات                        | سباق الطريق C4–5                     | 2 سبتمبر |
| الثاني    | فينلاي غراهام                                                    | الدراجات                        | سباق الطريق للرجال C1–3              | 2 سبتمبر |
| الثاني    | سامانثا كينغورن                                                  | ألعاب القوى                     | 400 متر سيدات T53                    | 2 سبتمبر |
| الثاني    | ويل بايلي بول كارابارداك                                         | تنس الطاولة                     | فريق الرجال – فئة 6–7                | 3 سبتمبر |
| الثاني    | صوفي أونوين مرشد: جيني هول                                       | الدراجات                        | سباق الطريق للسيدات B                | 3 سبتمبر |
| الثاني    | ألفي هوويت غوردون ريد                                            | تنس الكراسي المتحركة            | زوجي رجال                            | 3 سبتمبر |
| الثالث    | توني شاو                                                         | السباحة                         | سباق 400 متر حرة سيدات S9            | 25 أغسطس |
| الثالث    | جورجيا ويلسون                                                    | الفروسية                        | اختبار البطولة الفردي الدرجة II      | 26 أغسطس |
| الثالث    | ديميتري كوتيا                                                    | مبارزة الكراسي المتحركة         | سيف الرجال B                         | 26 أغسطس |
| الثالث    | ماريا لايل                                                       | ألعاب القوى                     | سباق 100 متر سيدات T35               | 27 أغسطس |
| الثالث    | أوليفيا برووم                                                    | رفع الأثقال                     | 50 كجم سيدات                         | 27 أغسطس |
| الثالث    | جاكو فان غاس                                                     | الدراجات                        | سباق الوقت للرجال C1–3               | 27 أغسطس |
| الثالث    | ستيفن كليغ                                                       | السباحة                         | سباق 100 متر ظهر رجال S12            | 27 أغسطس |
| الثالث    | جيسيكا-جين آبليغيت                                               | السباحة                         | سباق 200 متر حرة سيدات S14           | 27 أغسطس |
| الثالث    | ديميتري كوتيا بيرس غيلفر أوليفر لام-واتسون                       | مبارزة الكراسي المتحركة         | الفريق سيف رجال                      | 27 أغسطس |
| الثالث    | بول كارابارداك                                                   | تنس الطاولة                     | فردي رجال فئة 6                      | 28 أغسطس |
| الثالث    | صوفي أونوين طيار: جيني هول                                       | الدراجات                        | سباق الفردي للسيدات B                | 28 أغسطس |
| الثالث    | ميكي يول                                                         | رفع الأثقال                     | 72 كجم رجال                          | 28 أغسطس |
| الثالث    | توماس ماثيوز                                                     | تنس الطاولة                     | فردي رجال فئة 1                      | 28 أغسطس |
| الثالث    | جاك هانتر-سبايفي                                                 | تنس الطاولة                     | فردي رجال فئة 5                      | 28 أغسطس |
| الثالث    | ديميتري كوتيا                                                    | مبارزة الكراسي المتحركة         | سيف رجال B                           | 28 أغسطس |
| الثالث    | كلير كاشمور                                                      | الترايثلون                      | PTS5 سيدات                           | 29 أغسطس |
| الثالث    | سكوت كوين                                                        | السباحة                         | سباق 100 متر صدر رجال SB14           | 29 أغسطس |
| الثالث    | ماريا لايل                                                       | ألعاب القوى                     | 200 متر سيدات T35                    | 29 أغسطس |
| الثالث    | هاري جينكينز                                                     | ألعاب القوى                     | 100 متر رجال T33                     | 30 أغسطس |
| الثالث    | لويز سوجدن                                                       | رفع الأثقال                     | 86 كجم سيدات                         | 30 أغسطس |
| الثالث    | جونى بيكوك                                                       | ألعاب القوى                     | 100 متر سيدات T64                    | 30 أغسطس |
| الثالث    | جورجيا ويلسون                                                    | الفروسية                        | اختبار فري ستايل فردي الدرجة II      | 30 أغسطس |
| الثالث    | جورج بيغود                                                       | الدراجات                        | سباق الوقت للرجال C4                 | 31 أغسطس |
| الثالث    | ستيفن كليغ                                                       | السباحة                         | سباق 100 متر حرة رجال S12            | 31 أغسطس |
| الثالث    | هانا راسلي                                                       | السباحة                         | سباق 100 متر حرة سيدات S12           | 31 أغسطس |
| الثالث    | لويز فيديس                                                       | السباحة                         | 200 متر فردي ميدلي سيدات SM14        | 31 أغسطس |
| الثالث    | كولومبا بلانغو                                                   | ألعاب القوى                     | 400 متر رجال T20                     | 31 أغسطس |
| الثالث    | أوليفيا برين                                                     | ألعاب القوى                     | قفز طويل سيدات T38                   | 31 أغسطس |
| الثالث    | فيكتوريا روماري                                                  | الرماية                         | فردي سيدات W1                        | 1 سبتمبر |
| الثالث    | آرون ماكيبين بيلي شيلتون روس ويلسون                              | تنس الطاولة                     | الفريق رجال فئة 8                    | 1 سبتمبر |
| الثالث    | ميغان شاكلتون سوي بيلي                                           | تنس الطاولة                     | فريق سيدات فئة 4–5                   | 1 سبتمبر |
| الثالث    | سامانثا كينغورن                                                  | ألعاب القوى                     | 100 متر سيدات T53                    | 1 سبتمبر |
| الثالث    | ريس دون                                                          | السباحة                         | سباق 100 متر ظهر رجال S14            | 2 سبتمبر |
| الثالث    | جيسيكا-جين آبليغيت                                               | السباحة                         | سباق 100 متر ظهر سيدات S14           | 2 سبتمبر |
| الثالث    | دان غريفز                                                        | ألعاب القوى                     | رمي القرص رجال F64                   | 2 سبتمبر |
| الثالث    | هانا تاونتون                                                     | ألعاب القوى                     | 1500 متر سيدات T20                   | 3 سبتمبر |
| الثالث    | جانيت تشيبينغتون                                                 | الترايثلون                      | VL2 سيدات                            | 3 سبتمبر |
| الثالث    | روبرت أوليفر                                                     | الترايثلون                      | KL3 رجال                             | 3 سبتمبر |
| الثالث    | هولي أرنولد                                                      | ألعاب القوى                     | رمي الرمح سيدات F46                  | 3 سبتمبر |
| الثالث    | جوردان وايلي                                                     | تنس الكراسي المتحركة            | فردي سيدات                           | 3 سبتمبر |
| الثالث    | ستيوارت وود                                                      | الترايثلون                      | VL3 رجال                             | 4 سبتمبر |
| الثالث    | غوردون ريد                                                       | تنس الكراسي المتحركة            | فردي رجال                            | 4 سبتمبر |
| الثالث    | أمي تروزديل                                                      | التايكوندو                      | فئة +58 كجم سيدات                    | 4 سبتمبر |
| الثالث    | بريطانيا العظمى فريق كرة السلة على الكراسي المتحركة رجال         | كرة السلة على الكراسي المتحركة  | بطولة الرجال                         | 5 سبتمبر |
| الثالث    | كريستن كومبس                                                     | كرة الريشة                      | فردي رجال SH6                        | 5 سبتمبر |

| الميداليات حسب الرياضة         | الميداليات حسب الرياضة | الميداليات حسب الرياضة | الميداليات حسب الرياضة | الميداليات حسب الرياضة |
| ------------------------------ | ---------------------- | ---------------------- | ---------------------- | ---------------------- |
| الرياضة                        |                        |                        |                        | الإجمالي               |
| الدراجات                       | 10                     | 11                     | 3                      | 24                     |
| ألعاب القوى                    | 9                      | 5                      | 10                     | 24                     |
| السباحة                        | 8                      | 9                      | 9                      | 26                     |
| الفروسية                       | 3                      | 3                      | 2                      | 8                      |
| الكانوي                        | 3                      | 1                      | 3                      | 7                      |
| التجديف                        | 2                      | 0                      | 0                      | 2                      |
| المبارزة على الكراسي المتحركة  | 1                      | 1                      | 3                      | 5                      |
| الترياتلون                     | 1                      | 1                      | 1                      | 3                      |
| الجودو                         | 1                      | 1                      | 0                      | 2                      |
| الرماية                        | 1                      | 0                      | 1                      | 2                      |
| البوتشيا                       | 1                      | 0                      | 0                      | 1                      |
| كرة السلة على الكراسي المتحركة | 0                      | 0                      | 1                      | 1                      |
| التنس الطاولة                  | 0                      | 2                      | 5                      | 7                      |
| التنس على الكراسي المتحركة     | 0                      | 2                      | 2                      | 4                      |
| البادمنتون                     | 0                      | 1                      | 1                      | 2                      |
| التايكوندو                     | 0                      | 1                      | 1                      | 2                      |
| رفع الأثقال                    | 0                      | 0                      | 3                      | 3                      |
| كرة السلة على الكراسي المتحركة | 0                      | 0                      | 1                      | 1                      |
| الرماية                        | 0                      | 0                      | 0                      | 0                      |
| الإجمالي                       | 41                     | 38                     | 45                     | 124                    |

| الميداليات حسب التاريخ | الميداليات حسب التاريخ | الميداليات حسب التاريخ | الميداليات حسب التاريخ | الميداليات حسب التاريخ | الميداليات حسب التاريخ |
| ---------------------- | ---------------------- | ---------------------- | ---------------------- | ---------------------- | ---------------------- |
| اليوم                  | التاريخ                |                        |                        |                        | الإجمالي               |
| 1                      | 25 أغسطس               | 1                      | 4                      | 1                      | 6                      |
| 2                      | 26 أغسطس               | 5                      | 4                      | 2                      | 11                     |
| 3                      | 27 أغسطس               | 3                      | 2                      | 6                      | 11                     |
| 4                      | 28 أغسطس               | 7                      | 2                      | 6                      | 15                     |
| 5                      | 29 أغسطس               | 7                      | 7                      | 3                      | 17                     |
| 6                      | 30 أغسطس               | 3                      | 1                      | 4                      | 8                      |
| 7                      | 31 أغسطس               | 3                      | 3                      | 6                      | 12                     |
| 8                      | 1 سبتمبر               | 1                      | 1                      | 4                      | 6                      |
| 9                      | 2 سبتمبر               | 4                      | 3                      | 3                      | 10                     |
| 10                     | 3 سبتمبر               | 3                      | 7                      | 5                      | 15                     |
| 11                     | 4 سبتمبر               | 4                      | 4                      | 3                      | 11                     |
| 12                     | 5 سبتمبر               | 0                      | 0                      | 2                      | 2                      |
| الإجمالي               | 41                     | 38                     | 45                     | 124                    |                        |

## المتسابقون
فيما يلي قائمة بعدد المتسابقين المشاركين في الألعاب:
| الرياضة                         | الرجال | النساء | الإجمالي |
| ------------------------------- | ------ | ------ | -------- |
| الرماية                         | 3      | 4      | 7        |
| ألعاب القوى                     | 28     | 23*    | 51*      |
| البادمنتون                      | 4      | 0      | 4        |
| البوتشيا                        | 7      | 6      | 13       |
| الدراجات                        | 11*    | 9*     | 20*      |
| الفروسية                        | 1      | 3      | 4        |
| الجودو                          | 4      | 0      | 4        |
| الكانوي                         | 4      | 4      | 8        |
| الترياتلون                      | 4*     | 7      | 11*      |
| رفع الأثقال                     | 2      | 3      | 5        |
| التجديف                         | 4      | 4      | 8        |
| الرماية                         | 4      | 3      | 7        |
| السباحة                         | 10     | 15     | 25       |
| التنس الطاولة                   | 10     | 2      | 12       |
| التايكوندو                      | 1      | 2      | 3        |
| كرة السلة على الكراسي المتحركة  | 12     | 12     | 24       |
| المبارزة على الكراسي المتحركة   | 3      | 1      | 4        |
| كرة الرجبي على الكراسي المتحركة | 11     | 1      | 12       |
| التنس على الكراسي المتحركة      | 5      | 2      | 7        |
| الإجمالي                        | 127    | 100    | 227      |

يرجى ملاحظة أن المرشدين في ألعاب القوى والترياتلون، وشركاء المنافسة في البوتشيا، والطيارون في الدراجات يتم احتسابهم كرياضيين في الألعاب البارالمبية.
- يشارك اثنان من الرياضيين، هما كادينا كوكس (ألعاب القوى والدراجات) وجورج بيسجود (الدراجات والترياتلون) في رياضتين لذلك تم تقليص الإجمالي لكل جنس (-1) والإجمالي المشترك (-2) ليعكس ذلك.

## الإدارة
في 13 يونيو 2018، أعلنت الجمعية البارالمبية البريطانية أن بيني بريسكوي ستستمر في منصب رئيس الوفد، وهو المنصب الذي شغلته في الألعاب البارالمبية الصيفية والشتوية الأربع السابقة مع البعثة البريطانية.

## الرماية
حصلت بريطانيا العظمى على خمسة أماكن تأهيلية في بطولات الرماية العالمية 2019 في هيرتوجنبوش. تم الحصول على مكانين إضافيين في حدث التأهل للألعاب البارالمبية في الرماية العالمية في 2021.
الرجال
| الرياضي      | الفعالية                   | الجولة الترتيبية | الجولة الترتيبية | دور الـ32             | دور الـ16                      | ربع النهائي          | نصف النهائي | النهائي     | النهائي  |
| الرياضي      | الفعالية                   | النقاط           | التصنيف          | نتيجة الخصم           | نتيجة الخصم                    | نتيجة الخصم          | نتيجة الخصم | نتيجة الخصم | الترتيب  |
| ------------ | -------------------------- | ---------------- | ---------------- | --------------------- | ------------------------------ | -------------------- | ----------- | ----------- | -------- |
| جون ستوبس    | الرجال - رماية فردي مركب   | 682              | 19               | تقدم تلقائي           | ماريشاك (سلوفاكيا) · L 138-138 | لم يتأهل             | لم يتأهل    | لم يتأهل    | لم يتأهل |
| ناثان ماكوين | الرجال - رماية فردي مركب   | 680              | 22               | تقدم تلقائي           | غاتين (RPC) · L 138-142        | لم يتأهل             | لم يتأهل    | لم يتأهل    | لم يتأهل |
| ديفيد فيليبس | الرجال - رماية فردي ريكيرف | 582              | 26               | توكلت (فرنسا) · W 6-2 | فيفيك (الهند) · W 7-3          | تشاو (الصين) · L 2-6 | لم يتأهل    | لم يتأهل    | لم يتأهل |

 تم إقصاء جون ستوبس بعد تسديد سهم واحد فقط.
النساء
| الرياضي            | الفعالية                   | الجولة الترتيبية | الجولة الترتيبية | دور الـ32                    | دور الـ16                                  | ربع النهائي                   | نصف النهائي                           | النهائي                             | النهائي  |
| الرياضي            | الفعالية                   | النقاط           | التصنيف          | نتيجة الخصم                  | نتيجة الخصم                                | نتيجة الخصم                   | نتيجة الخصم                           | نتيجة الخصم                         | الترتيب  |
| ------------------ | -------------------------- | ---------------- | ---------------- | ---------------------------- | ------------------------------------------ | ----------------------------- | ------------------------------------- | ----------------------------------- | -------- |
| فيكتوريا روماري    | النساء - رماية فردي W1     | 590              | 6                | —                            | كانديدا دا سيلفا (البرازيل) · W 115-107    | بيلزارى (إيطاليا) · W 130-124 | موسيلوفا (جمهورية التشيك) · L 107-127 | كورييل (الولايات المتحدة) W 131-123 | الثالث   |
| فويبي باترسون باين | النساء - رماية فردي مركب   | 670              | 16               | أندريفسكيا (RPC) · W 142-138 | ستريتسون (بريطانيا العظمى) · W 141-140     | تشوبين (فرنسا) · W 141-139    | فيرجيليو (إيطاليا) · W 140-137        | زونيجا (تشيلي) · W 134-133          | الأول    |
| جيسيكا ستريتسون    | النساء - رماية فردي مركب   | 694              | 1                | تقدم تلقائي                  | باترسون باين (بريطانيا العظمى) · L 140-141 | لم تتأهل                      | لم تتأهل                              | لم تتأهل                            | لم تتأهل |
| هازل تشايستي       | النساء - رماية فردي ريكيرف | 571              | 12               | ميل (لاتفيا) · W 7-3         | سيدورنكو (RPC) · W 6-5                     | بتريلي (إيطاليا) · L 2-6      | لم تتأهل                              | لم تتأهل                            | لم تتأهل |

الفرق

وفقًا لقواعد التأهل للألعاب البارالمبية، فإن NPC الذي يؤهل راميًا في كل من فئة الرجال والنساء في نفس الفئة سيدخل فريقًا مختلطًا (1 ذكر، 1 أنثى) في الحدث الجماعي المعني.
| الرياضي                      | الفعالية          | الجولة الترتيبية | الجولة الترتيبية | دور الـ32   | دور الـ16           | ربع النهائي             | نصف النهائي | النهائي     | النهائي  |
| الرياضي                      | الفعالية          | النقاط           | التصنيف          | نتيجة الخصم | نتيجة الخصم         | نتيجة الخصم             | نتيجة الخصم | نتيجة الخصم | الترتيب  |
| ---------------------------- | ----------------- | ---------------- | ---------------- | ----------- | ------------------- | ----------------------- | ----------- | ----------- | -------- |
| ناثان ماكوين جيسيكا ستريتسون | فريق مختلط مركب   | 1374             | 5                | —           | تقدم تلقائي         | إيران (IRI) · خ 151-153 | لم يتأهل    | لم يتأهل    | لم يتأهل |
| ديفيد فيليبس هازل تشايستي    | فريق مختلط ريكيرف | 1153             | 10               | —           | تركيا (TUR) · ف 5-1 | إيران (IRI) · خ 0–6     | لم يتأهل    | لم يتأهل    | لم يتأهل |

## الريشة الطائرة
تأهلت بريطانيا للمشاركة في رياضة الريشة الطائرة من خلال الحصول على حصة تأهيلية واحدة. وفي يوليو، أكد الاتحاد الدولي لرياضة البارالمبيين أن لاعبين آخرين قد تلقوا دعوات ثنائية كلاعبين عاليين في الترتيب.
الرجال
| الرياضي        | الحدث    | مرحلة المجموعات                           | مرحلة المجموعات                         | مرحلة المجموعات | ربع النهائي                      | نصف النهائي                                | النهائي / البرونزية | النهائي / البرونزية |
| الرياضي        | الحدث    | الخصم النتيجة                             | الخصم النتيجة                           | الترتيب | الخصم النتيجة                    | الخصم النتيجة                              | الخصم النتيجة       | الترتيب             |
| -------------- | -------- | ----------------------------------------- | --------------------------------------- | --- | -------------------------------- | ------------------------------------------ | ------------------- | ------------------- |
| مارتن روك      | فردي WH2 | جنثون (تايلاند) ف (18–21, 21–15, 21–12)   | ماي (الصين) خ (17–21, 16–21)            | 2 Q | تشان (هونغ كونغ) خ (9–21, 11–21) | لم يتأهل                                   | لم يتأهل            | لم يتأهل            |
| دانيال بيثل    | فردي SL3 | فوجيهارا (اليابان) ف (21–11, 21–7)        | روكايندي (إندونيسيا) ف (21–8, 21–12)    | data-sort-value="" style="background: #ececec; color: #2C2C2C; vertical-align: middle; text-align: center; " class="table-na" \| — | ساركار (الهند) ف (21-8, 21-10)   | بهاغات (الهند) خ (14-21, 17-21)            | الثاني              |                     |
| جاك شيبارد     | فردي SH6 | كوومبس (بريطانيا العظمى) خ (12–21, 10–21) | تشو (هونغ كونغ) ف (21–11, 22–24, 21–10) | data-sort-value="" style="background: #ececec; color: #2C2C2C; vertical-align: middle; text-align: center; " class="table-na" \| — | لم يتأهل                         | لم يتأهل                                   | لم يتأهل            |                     |
| كريستين كوومبس | فردي SH6 | شيبارد (بريطانيا العظمى) ف (21–12, 21–10) | تشو (هونغ كونغ) خ (15–21, 10–21)        | data-sort-value="" style="background: #ececec; color: #2C2C2C; vertical-align: middle; text-align: center; " class="table-na" \| — | ناغار (الهند) خ (10–21, 11–21)   | تافاريس (البرازيل) ف (12-21, 21-10, 21-16) | الثالث              |                     |

## البوتشيا
الفردي
المفتاح – CP = شريك في المنافسة
| الرياضي                       | الحدث              | مباريات المجموعة              | مباريات المجموعة            | مباريات المجموعة            | مباريات المجموعة          | مباريات المجموعة | ربع النهائي                  | نصف النهائي                  | النهائي / BM           | النهائي / BM |
| الرياضي                       | الحدث              | الخصم النتيجة                 | الخصم النتيجة               | الخصم النتيجة               | الخصم النتيجة             | الترتيب          | الخصم النتيجة                | الخصم النتيجة                | الخصم النتيجة          | الترتيب      |
| ----------------------------- | ------------------ | ----------------------------- | --------------------------- | --------------------------- | ------------------------- | ---------------- | ---------------------------- | ---------------------------- | ---------------------- | ------------ |
| ديفيد سميث (CP - سارة نولان)  | الفردي المختلط BC1 | تشانغ (الصين) ف 7-1           | إيباربوري (الأرجنتين) ف 4-3 | سانشيز رييس (المكسيك) خ 5-7 | ناكامورا (اليابان) ف 11-1 | 1 Q              | هوادبرادي (تايلاند) ف 6-1    | دي أوليفيرا (البرازيل) ف 7-4 | وي لون (ماليزيا) ف 4-2 | الأول        |
| كلير تاغارت                   | الفردي المختلط BC2 | كريستالدو (الأرجنتين) خ 2-5   | لي (كوريا الجنوبية) خ 2-3   | سانتوس (البرازيل) خ 1-8     | —                         | 4                | لم يتأهل                     | لم يتأهل                     | لم يتأهل               | لم يتأهل     |
| ويل هيبويل                    | الفردي المختلط BC2 | ساينغامبا (تايلاند) خ 0-16    | ميزك (سلوفاكيا) خ 3-6       | رومبوتس (بلجيكا) خ 1-8      | —                         | 4                | لم يتأهل                     | لم يتأهل                     | لم يتأهل               | لم يتأهل     |
| جيمي مكوان (CP - ليندا مكوان) | الفردي المختلط BC3 | مكوان (بريطانيا العظمى) خ 1-7 | كوتي (أستراليا) خ 2-5       | فيراندو (الأرجنتين) خ 2-2   | —                         | 4                | لم يتأهل                     | لم يتأهل                     | لم يتأهل               | لم يتأهل     |
| سكوت مكوان (CP - غاري مكوان)  | الفردي المختلط BC3 | مكوان (بريطانيا العظمى) ف 7-1 | فيراندو (الأرجنتين) ف 6-1   | كوتي (أستراليا) ف 4-3       | —                         | 1 Q              | دي أوليفيرا (البرازيل) ف 9-1 | بوليكرونيذيس (اليونان) خ 4-4 | ميشيل (أستراليا) خ 1-6 | 4            |

 تم تحديد النتيجة من خلال تصفية بالكرة المربوطة.
الزوجي والفرق
| الرياضي                                                                                     | الحدث               | مباريات المجموعة           | مباريات المجموعة     | مباريات المجموعة      | مباريات المجموعة     | مباريات المجموعة | ربع النهائي   | نصف النهائي   | النهائي / BM  | النهائي / BM |
| الرياضي                                                                                     | الحدث               | الخصم النتيجة              | الخصم النتيجة        | الخصم النتيجة         | الخصم النتيجة        | الترتيب          | الخصم النتيجة | الخصم النتيجة | الخصم النتيجة | الترتيب      |
| ------------------------------------------------------------------------------------------- | ------------------- | -------------------------- | -------------------- | --------------------- | -------------------- | ---------------- | ------------- | ------------- | ------------- | ------------ |
| ويل هيبويل ديفيد سميث (CP - سارة نولان) كلير تاغارت                                         | الفرق المختلط BC1-2 | الصين (CHN) خ 7-11         | تايلاند (THA) خ 2-9  | الأرجنتين (ARG) ف 6-4 | RPC (RPC) خ 3-10     | 4                | لم يتأهل      | لم يتأهل      | لم يتأهل      | لم يتأهل     |
| جيمي مكوان (CP - ليندا مكوان) سكوت مكوان (CP - غاري مكوان) بيث مولام (CP - كريستي هاتشينغز) | الزوجي المختلط B3   | كوريا الجنوبية (KOR) خ 2-2 | اليونان (GRE) خ 2-4  | تايلاند (THA) خ 3-7   | فرنسا (FRA) خ 0-7    | 4                | لم يتأهل      | لم يتأهل      | لم يتأهل      | لم يتأهل     |
| إيفي إدواردز ستيفن ماكغواير لويس سونديرز                                                    | الزوجي المختلط B4   | البرازيل (BRA) ف 6-4       | سلوفاكيا (SVK) خ 0-8 | كندا (CAN) ف 5-2      | البرتغال (POR) خ 1-3 | 3                | لم يتأهل      | لم يتأهل      | لم يتأهل      | لم يتأهل     |

## ركوب الدراجات
اختارت بريطانيا العظمى 14 راكب دراجات، بالإضافة إلى ستة طيارين مبصرين للمشاركة في أحداث ركوب الدراجات في الألعاب البارالمبية 2020. ومن بين هؤلاء الرياضيين اثنان مشاركان في رياضات متعددة، كادينا كوكس التي ستشارك أيضًا في برنامج ألعاب القوى، وجورج بيسجود الذي سيشارك في الترياتلون. وستعود سارة ستوري للمشاركة في الألعاب البارالمبية للمرة الثامنة عبر السباحة وركوب الدراجات.
السباق على الطريق
| الرياضي                     | الحدث                    | الوقت           | الترتيب |
| --------------------------- | ------------------------ | --------------- | ------- |
| ستيف بيات يقوده آدم دوغلباي | سباق الطريق للرجال B     | DNS\|لم يبدأ} } | -       |
| ستيف بيات يقوده آدم دوغلباي | السباق الزمني للرجال B   | DNF\|لم ينته} } | -       |
| فين جراهام                  | سباق الطريق للرجال C3    | 2:05.43         | الثاني  |
| فين جراهام                  | السباق الزمني للرجال C3  | 36:20.86        | 4       |
| جاكو فان غاس                | سباق الطريق للرجال C1-3  | 2:11.06         | 5       |
| جاكو فان غاس                | السباق الزمني للرجال C3  | 36:45.31        | 6       |
| بن واتسون                   | سباق الطريق للرجال C3    | 2:04.23         | الأول   |
| بن واتسون                   | السباق الزمني للرجال C3  | 35:00.82        | الأول   |
| جورج بيسجود                 | سباق الطريق للرجال C4-5  | 2:20.11         | 6       |
| جورج بيسجود                 | السباق الزمني للرجال C4  | 46:08.93        | الثالث  |
| لورا فاشي يقودها كورين هول  | سباق الطريق للسيدات B    | 2:40.26         | 5       |
| لورا فاشي يقودها كورين هول  | السباق الزمني للسيدات B  | 48:32.06        | الثاني  |
| صوفي أونوين يقودها جيني هول | سباق الطريق للسيدات B    | 2:36.00         | الثاني  |
| صوفي أونوين يقودها جيني هول | السباق الزمني للسيدات B  | 49:59.15        | 5       |
| سارة ستوري                  | سباق الطريق للسيدات C4-5 | 2:21.51         | الأول   |
| سارة ستوري                  | السباق الزمني للسيدات C5 | 36:08.90        | الأول   |
| كريستال لين-رايت            | سباق الطريق للسيدات C4-5 | 2:21.58         | الثاني  |
| كريستال لين-رايت            | السباق الزمني للسيدات C5 | 37:40.89        | الثاني  |

المضمار
| الرياضي                             | الحدث | التأهل      | التأهل  | النهائي     | النهائي  |
| الرياضي                             | الحدث | الوقت       | الترتيب | الخصم الوقت | الترتيب  |
| ----------------------------------- | --- | ----------- | ------- | ----------- | -------- |
| جيمس بال يقوده لويس ستيوارت         | السباق الزمني 1000 متر للرجال B\|colspan="2" data-sort-value="" style="background: #ececec; color: #2C2C2C; vertical-align: middle; text-align: center; " class="table-na" \| — | 59.503      | الثاني  |             |          |
| جيمس بال يقوده لويس ستيوارت         | الملاحقة الفردية للرجال B | DNF         | -       | لم يتأهل    | لم يتأهل |
| ستيف بيات يقوده آدم دوغلباي         | الملاحقة الفردية للرجال B | 4:02.497    | 2 Q     | OVL         | الثاني   |
| نيل فاشي يقوده مات روثرهام          | السباق الزمني 1000 متر للرجال B\|colspan="2" data-sort-value="" style="background: #ececec; color: #2C2C2C; vertical-align: middle; text-align: center; " class="table-na" \| — | 58.038 WR   | الأول   |             |          |
| نيل فاشي يقوده مات روثرهام          | الملاحقة الفردية للرجال B | 4:42.630    | 11      | لم يتأهل    | لم يتأهل |
| فين جراهام                          | الملاحقة الفردية للرجال C3 | 3:19.780 WR | 2 Q     | 3:22.000    | الثاني   |
| جاكو فان غاس                        | السباق الزمني 1000 متر للرجال C1–3 | 1:05.569 WR | الثالث  |             |          |
| جاكو فان غاس                        | الملاحقة الفردية للرجال C3 | 3:17.593 WR | 1 Q     | 3:20.987    | الأول    |
| جودي كاندي                          | السباق الزمني 1000 متر للرجال C4–5 | 1:01.847    | الثاني  |             |          |
| لورا فاشي يقودها كورين هول          | السباق الزمني 1000 متر للسيدات B | 1:08.232    | 4       |             |          |
| لورا فاشي يقودها كورين هول          | الملاحقة الفردية للسيدات B | 3:19.483 WR | 1 Q     | 3:19.560    | الأول    |
| آيلين ماكلين يقودها هيلين سكوت      | السباق الزمني 1000 متر للسيدات B | 1:06.743    | الثاني  |             |          |
| آيلين ماكلين يقودها هيلين سكوت      | الملاحقة الفردية للسيدات B | 3:35.858    | 8       | لم يتأهل    | لم يتأهل |
| صوفي أونوين يقودها جيني هول         | السباق الزمني 1000 متر للسيدات B | 1:08.701    | 5       |             |          |
| صوفي أونوين يقودها جيني هول         | الملاحقة الفردية للسيدات B | 3:22.670    | 3 Q     | 3:23.446    | الثالث   |
| كادينا كوكس                         | السباق الزمني 500 متر للسيدات C4-5 | 34.433 WR   | الأول   |             |          |
| سارة ستوري                          | الملاحقة الفردية للسيدات C5 | 3:27.057 WR | 1 Q     | -           | الأول    |
| كريستال لين-رايت                    | الملاحقة الفردية للسيدات C5 | 3:35.061    | 2 Q     | OVL         | الثاني   |
| كادينا كوكس جاكو فان غاس جودي كاندي | السباق الجماعي المختلط | 48.524      | 2 Q     | 47.579 WR   | الأول    |

 سباق 1000 متر للرجال C1-3 هو حدث محسوب. على الرغم من إنهائه في المركز الثالث بعد الحساب، إلا أن وقت جاكو فان غاس معترف به كرقم قياسي عالمي في تصنيفه C3.
 سباق 500 متر للسيدات C4-5 هو حدث محسوب. وقت كادينا كوكس هو رقم قياسي عالمي في تصنيفها C4.

## الفروسية
تأهلت بريطانيا العظمى بـ 4 فرسان للمشاركة في حدث الفرق بعد فوزهم بالميدالية البرونزية في بطولة الفروسية العالمية 2018 في الاتحاد الدولي للفروسية. كما تأهل فارس خامس في فئة الفردي.
فردي
| الفارس        | الحصان          | الحدث                                        | النتيجة الإجمالية | النتيجة الإجمالية |
| الفارس        | الحصان          | الحدث                                        | الدرجة            | الترتيب           |
| ------------- | --------------- | -------------------------------------------- | ----------------- | ----------------- |
| نتاشا بيكر    | كيستون دون شيرس | الاختبار الفردي في بطولة الفروسية للدرجة III | 76.265            | Q                 |
| نتاشا بيكر    | كيستون دون شيرس | الاختبار الفردي في الفروسية الحرة للدرجة III | 77.614            | الثاني            |
| جورجيا ويلسون | ساكورا          | الاختبار الفردي في بطولة الفروسية للدرجة II  | 72.765            | Q                 |
| جورجيا ويلسون | ساكورا          | الاختبار الفردي في الفروسية الحرة للدرجة II  | 76.754            | الثالث            |
| لي بييرسون    | بريزر           | الاختبار الفردي في بطولة الفروسية للدرجة II  | 76.265            | Q                 |
| لي بييرسون    | بريزر           | الاختبار الفردي في الفروسية الحرة للدرجة II  | 82.447            | الأول             |
| صوفي ويلز     | دون كارام       | الاختبار الفردي في بطولة الفروسية للدرجة V   | 74.405            | Q                 |
| صوفي ويلز     | دون كارام       | الاختبار الفردي في الفروسية الحرة للدرجة V   | 73.560            | 4                 |

الفرق
| الفارس     | الحصان     | الحدث  | النتيجة الفردية | النتيجة الإجمالية | النتيجة الإجمالية |
| الفارس     | الحصان     | الحدث  | TT              | الدرجة            | الترتيب           |
| ---------- | ---------- | ------ | --------------- | ----------------- | ----------------- |
| لي بييرسون | انظر أعلاه | الفريق | 77.636          | 229.905           | الأول             |
| نتاشا بيكر | انظر أعلاه | الفريق | 76.618          | 229.905           | الأول             |
| صوفي ويلز  | انظر أعلاه | الفريق | 75.651          | 229.905           | الأول             |

## الجودو
| الفارس        | الحدث           | التمهيديات                | دور ربع النهائي            | دور نصف النهائي              | الإعادة الجولة الأولى | الإعادة النهائي      | النهائي / BM                       | النهائي / BM |
| الفارس        | الحدث           | المنافس النتيجة           | المنافس النتيجة            | المنافس النتيجة              | المنافس النتيجة       | المنافس النتيجة      | المنافس النتيجة                    | الترتيب      |
| ------------- | --------------- | ------------------------- | -------------------------- | ---------------------------- | --------------------- | -------------------- | ---------------------------------- | ------------ |
| دانيال باول   | الرجال −81 كجم  | بيريرا (البرازيل) ف 10-01 | رحيميلي (أذربيجان) خ 00-11 | —                            | —                     | بيتي (فرنسا) خ 00-10 | لم يتقدم                           | لم يتقدم     |
| إليوت ستيوارت | الرجال −90 كجم  | تقدم تلقائي               | بوبويف (أوزبكستان) ف 10-00 | نازارينكو (أوكرانيا) ف 01-00 | —                     | —                    | نوري (إيران) خ 00-10               | الثاني       |
| كريس سكلي     | الرجال −100 كجم | تقدم تلقائي               | خليلوف (أوزبكستان) ف 10-0  | أبمان (ألمانيا) ف 11-0       | —                     | —                    | جودريتش (الولايات المتحدة) ف 01-00 | الأول        |
| جاك هودجسون   | الرجال +100 كجم | زاكيف (أذربيجان) خ 00-01  | لم يتقدم                   | لم يتقدم                     | لم يتقدم              | لم يتقدم             | لم يتقدم                           | لم يتقدم     |

## الباركانوبيه
حصلت بريطانيا العظمى على أماكن تأهيلية للسباقات التالية في بطولة العالم للتجديف 2019 ICF. وسيكون هناك مزيد من التأهل في بطولة العالم للباركانوبيه 2021 ICF. في 8 يونيو 2021، أعلنت الجمعية البارالمبية البريطانية عن اختيار ثمانية من متسابقي الباركانوبيه الذين سيمثلون بريطانيا في طوكيو.
| الرياضي         | الحدث      | التمهيديات | التمهيديات      | نصف النهائي | نصف النهائي     | النهائي  | النهائي  |
| الرياضي         | الحدث      | الزمن      | الترتيب         | الزمن       | الترتيب         | الزمن    | الترتيب  |
| --------------- | ---------- | ---------- | --------------- | ----------- | --------------- | -------- | -------- |
| إيان مارزدن     | الرجال KL1 | 55.601     | 4 نصف النهائي   | 52.806      | 3 النهائي الأول | 52.848   | 8        |
| ديفيد فيليبسون  | الرجال KL2 | 44.295     | 2 نصف النهائي   | 43.075      | 3 النهائي الأول | 43.346   | 7        |
| روبرت أوليفر    | الرجال KL3 | 41.820     | 3 نصف النهائي   | 41.102      | 2 النهائي الأول | 41.268   | الثالث   |
| ستيوارت وود     | الرجال VL3 | 52.579     | 2 نصف النهائي   | 50.004      | 1 النهائي الأول | 52.760   | الثالث   |
| جينيت شيبينجتون | النساء KL1 | 1:02.826   | 5 نصف النهائي   | 1:01.762    | 4               | لم يتقدم | لم يتقدم |
| جينيت شيبينجتون | النساء VL2 | 1:03.854   | 2 نصف النهائي   | 1:01.167    | 1 النهائي الأول | 1:02.149 | الثالث   |
| تشارلوت هينشو   | النساء KL2 | 52.794     | 1 النهائي الأول | مغادرة      | مغادرة          | 50.760   | الأول    |
| إيما ويغز       | النساء KL2 | 53.371     | 1 النهائي الأول | مغادرة      | مغادرة          | 51.409   | الثاني   |
| إيما ويغز       | النساء VL2 | 58.084     | 1 النهائي الأول | مغادرة      | مغادرة          | 57.028   | الأول    |
| لورا سوجر       | النساء KL3 | 50.347     | 1 النهائي الأول | مغادرة      | مغادرة          | 49.582   | الأول    |

## الترايثلون البارالمبي
حصل الرياضيون التاليون على أماكن تأهيلية لبريطانيا العظمى في الترايثلون البارالمبي في الألعاب البارالمبية الصيفية 2020.
| الرياضي                              | الحدث     | السباحة | الانتقال 1 | الدراجة | الانتقال 2 | الجري | إجمالي الوقت | الترتيب  |
| ------------------------------------ | --------- | ------- | ---------- | ------- | ---------- | ----- | ------------ | -------- |
| مايكل تايلور                         | رجال PTS4 | 10.11   | 1.30       | 33.09   | 0.59       | 22.22 | 1:08.11      | 8        |
| جورج بيغود                           | رجال PTS5 | 9.27    | 0.53       | 29.14   | 0.38       | 18.43 | 58.55        | الثاني   |
| ديف إليس (الدليل – لوك بولارد)       | رجال PTVI | 9.50    | 1.00       | -       | -          | -     | -            | لم يتقدم |
| فران براون                           | نساء PTS2 | 13.11   | 1.51       | 34.35   | 1.19       | 28.46 | 1:19.42      | 4        |
| كلير كاشمور                          | نساء PTS5 | 11.53   | 1.04       | 34.08   | 0.49       | 19.42 | 1:07.36      | الثالث   |
| لورين ستيدمان                        | نساء PTS5 | 11.55   | 1.01       | 31.45   | 1.00       | 19.05 | 1:04.46      | الأول    |
| أليسون بيغود (الدليل – نيكي بارتليت) | نساء PTVI | 12.28   | 1.22       | 31.41   | 1.01       | 21.27 | 1:11.47      | 4        |
| ميليسا ريد (الدليل – هازل مكلاود)    | نساء PTVI | 12.12   | 1.29       | 32.34   | 0.51       | 23.30 | 1:14.24      | 7        |

## رفع الأثقال
| الرياضي      | الحدث          | الوزن الكلي المرفوع | الترتيب |
| ------------ | -------------- | ------------------- | ------- |
| زوي نيوسون   | النساء −41 كجم | 94                  | 4       |
| أوليفيا بروم | النساء −50 كجم | 107                 | الثالث  |
| لويز سوغدن   | النساء −86 كجم | 131                 | الثالث  |
| علي جواد     | الرجال −59 كجم | 164                 | 6       |
| ميكي يول     | الرجال −72 كجم | 182                 | الثالث  |

## التجديف
حصلت بريطانيا العظمى على ثلاث قوارب لكل من الفئات التالية في سباق التجديف ضمن البطولة البارالمبية. تأهلت جميعها بعد دخولها بنجاح إلى المراكز السبعة الأولى في سباقات الرجال للقوارب الفردية والمراكز الثمانية الأولى في الفئات المختلطة في بطولة العالم للتجديف 2019 في أوتنهايم، النمسا.
في 25 يونيو 2021، اختارت بريطانيا العظمى ثمانية مجدفين للمشاركة في الألعاب.
| الرياضي                                                                 | الحدث                       | الجولات التأهيلية | الجولات التأهيلية | التمهيدية | التمهيدية | النهائي  | النهائي |
| الرياضي                                                                 | الحدث                       | الوقت             | الترتيب           | الوقت     | الترتيب   | الوقت    | الترتيب |
| ----------------------------------------------------------------------- | --------------------------- | ----------------- | ----------------- | --------- | --------- | -------- | ------- |
| بن براتشارد                                                             | القوارب الفردية للرجال      | 10:12.24          | 2 R               | 9:14.61   | 1 FA      | 10:06.95 | 5       |
| لورنس وايتلي لورين رولز                                                 | القوارب المزدوجة المختلطة   | 8:42.27           | 1 FA              | استراحة   | استراحة   | 8:38.99  | الأول   |
| إلين بتريك جيدري راكوسكايت جيمس فوكس أوليفر ستانهوب إيرين كينيدي (موجه) | القوارب المختلطة ذات الموجه | 7:09.44           | 1 FA              | استراحة   | استراحة   | 7:09.08  | الأول   |

رمز التأهل: FA=النهائي A (ميدالية)؛ FB=النهائي B (غير ميدالية)؛ R=التمهيدية

## الرماية
حصلت بريطانيا العظمى على أماكن للتأهل في الرماية خلال بطولة العالم للرماية الرياضية البارالمبية 2018 وكأس العالم للرماية الرياضية البارالمبية 2018. في 13 يناير 2021، أعلنت الجمعية البارالمبية البريطانية عن اختيار ستة رماة للمشاركة في طوكيو. كان جيمس بيفيس، ريان كوكبيل، تيم جيفري، مات سكيلهون، إيزي بيلي ولورن لامبيرت أول الرياضيين الذين تم اختيارهم لفريق بريطانيا الذي سيشارك في طوكيو.
| الرياضي       | الحدث                                 | التأهل   | التأهل  | النهائي  | النهائي  |
| الرياضي       | الحدث                                 | النتيجة  | الترتيب | النتيجة  | الترتيب  |
| ------------- | ------------------------------------- | -------- | ------- | -------- | -------- |
| إيزي بيلي     | مسدس هواء 10 متر للسيدات SH1          | 468–7x   | 18      | لم يتأهل | لم يتأهل |
| إيزي بيلي     | مسدس 25 متر مختلط SH1                 | 275-1x   | 23      | لم يتأهل | لم يتأهل |
| ليزلي ستيوارت | بندقية هواء 10 متر واقفة للسيدات SH1  | 610.8    | 18      | لم يتأهل | لم يتأهل |
| ليزلي ستيوارت | بندقية 50 متر ثلاث وضعيات للسيدات SH1 | 1133-34x | 13      | لم يتأهل | لم يتأهل |
| مات سكيلهون   | بندقية هواء 10 متر مستلقية مختلط SH1  | 631.2    | 16      | لم يتأهل | لم يتأهل |
| مات سكيلهون   | بندقية 50 متر مستلقية مختلط SH1       | 615.8    | 13      | لم يتأهل | لم يتأهل |
| ريان كوكبيل   | بندقية هواء 10 متر واقفة مختلط SH2    | 629.1    | 10      | لم يتأهل | لم يتأهل |
| ريان كوكبيل   | بندقية هواء 10 متر مستلقية مختلط SH2  | 632.2    | 18      | لم يتأهل | لم يتأهل |
| ريان كوكبيل   | بندقية 50 متر مستلقية مختلط SH2       | 624.4    | 4 Q     | 122.6    | 8        |
| تيم جيفري     | بندقية هواء 10 متر واقفة مختلط SH2    | 631.5    | 7 Q     | 124.1    | 8        |
| تيم جيفري     | بندقية هواء 10 متر مستلقية مختلط SH2  | 636.7    | 5 Q     | 146.5    | 7        |
| تيم جيفري     | بندقية 50 متر مستلقية مختلط SH2       | 623.4    | 5 Q     | 163.3    | 6        |
| جيمس بيفيس    | بندقية هواء 10 متر مستلقية مختلط SH2  | 632.1    | 19      | لم يتأهل | لم يتأهل |
| جيمس بيفيس    | بندقية 50 متر مستلقية مختلط SH2       | 616.7    | 21      | لم يتأهل | لم يتأهل |
| لورن لامبيرت  | بندقية 50 متر مستلقية مختلط SH1       | 609.2    | 36      | لم يتأهل | لم يتأهل |
| لورن لامبيرت  | بندقية 50 متر ثلاث وضعيات للسيدات SH1 | 1121-33x | 15      | لم يتأهل | لم يتأهل |

## السباحة
في 30 يونيو 2021، تأهل 23 سباحًا بريطانيًا للمشاركة في الألعاب البارالمبية الصيفية 2020. انسحبت أليس تاي من المنافسة بعد إصابة في مرفقها.
الرجال
| الرياضي         | الحدث                          | التصفيات | التصفيات | النهائي    | النهائي  |
| الرياضي         | الحدث                          | النتيجة  | الترتيب  | النتيجة    | الترتيب  |
| --------------- | ------------------------------ | -------- | -------- | ---------- | -------- |
| جوردان كاتشبول  | 200 متر حرة للرجال S14         | 1:56.81  | 1 Q      | 1:56.33    | 5        |
| جوردان كاتشبول  | 100 متر ظهر للرجال S14         | 1:01.50  | 7 Q      | 1:00:96    | 4        |
| جوردان كاتشبول  | 100 متر فراشة للرجال S14       | 59.16    | 16       | لم يتأهل   | لم يتأهل |
| جوردان كاتشبول  | 200 متر ميدلي فردي للرجال SM14 | 2:16.35  | 9        | لم يتأهل   | لم يتأهل |
| ستيفن كليج      | 100 متر حرة للرجال S12         | 53.84    | 1 Q      | 53.43      | الثالث   |
| ستيفن كليج      | 100 متر ظهر للرجال S12         | 1:01.27  | الثالث   |            |          |
| ستيفن كليج      | 100 متر فراشة للرجال S12       | 59.13    | 2 Q      | 57.87      | الثاني   |
| رييس دون        | 200 متر حرة للرجال S14         | 1:57.30  | 2 Q      | 1:52.40 WR | الأول    |
| رييس دون        | 100 متر ظهر للرجال S14         | 1:00.37  | 2 Q      | 59:97      | الثالث   |
| رييس دون        | 100 متر فراشة للرجال S14       | 55.99 PR | 1 Q      | 55.12      | الثاني   |
| رييس دون        | 200 متر ميدلي فردي للرجال SM14 | 2:12.61  | 2 Q      | 2:08.02 WR | الأول    |
| توماس هامر      | 200 متر حرة للرجال S14         | DNS      | DNS      | لم يتأهل   | لم يتأهل |
| لويس لوالور     | 100 متر ظهر للرجال S14         | 1:01.43  | 5 Q      | 1:01.80    | 8        |
| ليندون لونغهورن | 50 متر حرة للرجال S4           | 45.78    | 16       | لم يتأهل   | لم يتأهل |
| ليندون لونغهورن | 100 متر حرة للرجال S4          | 1:34.27  | 8 Q      | 1:33.30    | 7        |
| ليندون لونغهورن | 200 متر حرة للرجال S4          | 3:25.07  | 9        | لم يتأهل   | لم يتأهل |
| ليندون لونغهورن | 50 متر ظهر للرجال S4           | 50.12    | 11       | لم يتأهل   | لم يتأهل |
| ليندون لونغهورن | 50 متر صدر للرجال SB3          | 58.79    | 12       | لم يتأهل   | لم يتأهل |
| ليندون لونغهورن | 150 متر ميدلي فردي للرجال SM4  | 2:52.76  | 12       | لم يتأهل   | لم يتأهل |
| كونر موريسون    | 100 متر صدر للرجال SB14        | 1:08.01  | 6 Q      | 1:08.01    | 8        |
| أندرو مولين     | 50 متر حرة للرجال S5           | 36.01    | 13       | لم يتأهل   | لم يتأهل |
| أندرو مولين     | 50 متر ظهر للرجال S5           | 37.99    | 7 Q      | 37.96      | 7        |
| أندرو مولين     | 50 متر فراشة للرجال S5         | 39.01    | 11       | لم يتأهل   | لم يتأهل |
| ويليام بيري     | 100 متر حرة للرجال S9          | 1:14.75  | 18       | لم يتأهل   | لم يتأهل |
| ويليام بيري     | 100 متر صدر للرجال SB6         | 1:30.44  | 14       | لم يتأهل   | لم يتأهل |
| ويليام بيري     | 200 متر ميدلي فردي للرجال SM6  | 3:01.50  | 13       | لم يتأهل   | لم يتأهل |
| سكوت كوين       | 100 متر صدر للرجال SB14        | 1:06.20  | 3 Q      | 1:05.91    | الثالث   |

النساء
| الرياضي                                              | الحدث                             | التصفيات | التصفيات | النهائي    | النهائي  |
| الرياضي                                              | الحدث                             | النتيجة  | الترتيب  | النتيجة    | الترتيب  |
| ---------------------------------------------------- | --------------------------------- | -------- | -------- | ---------- | -------- |
| جيسيكا-جين آبلغيت                                    | 200 متر حرة للسيدات S14           | 2:10.83  | 3 Q      | 2:09.53    | الثالث   |
| جيسيكا-جين آبلغيت                                    | 100 متر ظهر للسيدات S14           | 1:08.41  | 2 Q      | 1:07.93    | الثالث   |
| جيسيكا-جين آبلغيت                                    | 100 متر فراشة للسيدات S14         | 1:07.57  | 4 Q      | 1:07.69    | 6        |
| جيسيكا-جين آبلغيت                                    | 200 متر ميدلي فردي للسيدات SM14   | 2:31.48  | 3 Q      | 2:30.43    | 4        |
| إيلي تشاليس                                          | 50 متر حرة S4                     | 54.94    | 13       | لم يتأهل   | لم يتأهل |
| إيلي تشاليس                                          | 100 متر حرة للسيدات S3            | 1:53.63  | 4 Q      | 1:54.84    | 4        |
| إيلي تشاليس                                          | 50 متر ظهر للسيدات S3             | 55.68    | 2 Q      | 55.11      | الثاني   |
| إيلي تشاليس                                          | 50 متر صدر للسيدات SB3            | 1:10.37  | 10       | لم يتأهل   | لم يتأهل |
| لويز فيديس                                           | 200 متر حرة للسيدات S14           | 2:11.62  | 4 Q      | 2:11.20    | 4        |
| لويز فيديس                                           | 100 متر صدر للسيدات SB14          | 1:18.64  | 6 Q      | 1:15.93    | الثاني   |
| لويز فيديس                                           | 100 متر فراشة للسيدات S14         | 1:07.68  | 5 Q      | 1:07.24    | 5        |
| لويز فيديس                                           | 200 متر ميدلي فردي للسيدات SM14   | 2:33.17  | 5 Q      | 2:29.21    | الثالث   |
| بيثاني فيرت                                          | 200 متر حرة للسيدات S14           | 2:10.58  | 2 Q      | 2:03.99    | الثاني   |
| بيثاني فيرت                                          | 100 متر ظهر للسيدات S14           | 1:07.16  | 1 Q      | 1:05.92    | الأول    |
| بيثاني فيرت                                          | 200 متر ميدلي فردي للسيدات SM14   | 2:27.16  | 2 Q      | 2:23.19    | الثاني   |
| غريس هارفي                                           | 400 متر حرة للسيدات S6            | 5:33.78  | 6 Q      | 5:36.26    | 7        |
| غريس هارفي                                           | 100 متر ظهر للسيدات S6            | 1:31.10  | 12       | لم يتأهل   | لم يتأهل |
| غريس هارفي                                           | 100 متر صدر للسيدات SB5           | 1:42.09  | 1 Q      | 1:42.22    | الثاني   |
| غريس هارفي                                           | 50 متر فراشة للسيدات S6           | 41.18    | 11       | لم يتأهل   | لم يتأهل |
| غريس هارفي                                           | 200 متر ميدلي فردي للسيدات SM6    | 3:05.84  | 5 Q      | 3:05.58    | 6        |
| سوزانا هيكست                                         | 100 متر حرة للسيدات S5            | 1:21.69  | 2 Q      | 1:22.49    | 4        |
| سوزانا هيكست                                         | 200 متر حرة للسيدات S5            | 2:59.05  | 3 Q      | 2:59.55    | 4        |
| سوزانا هيكست                                         | 50 متر ظهر للسيدات S5             | DNS      | DNS      | لم يبدأ    | لم يبدأ  |
| سوزانا هيكست                                         | 100 متر صدر للسيدات SB4           | DNS      | DNS      | لم يبدأ    | لم يبدأ  |
| تولي كيرني                                           | 100 متر حرة للسيدات S5            | 1:19.60  | 1 Q      | 1:14.39 WR | الأول    |
| تولي كيرني                                           | 200 متر حرة للسيدات S5            | 2:52.30  | 1 Q      | 2:46.65    | الثاني   |
| ستيفاني ميلوارد                                      | 100 متر حرة للسيدات S9            | 1:08.19  | 16       | لم يتأهل   | لم يتأهل |
| ستيفاني ميلوارد                                      | 100 متر ظهر للسيدات S9            | 1:15.13  | 8 Q      | 1:15.49    | 8        |
| زارا مولولي                                          | 50 متر حرة للسيدات S10            | 28.82    | 7        | 28.73      | 7        |
| زارا مولولي                                          | 100 متر حرة للسيدات S10           | 1:02.18  | 7 Q      | 1:01.771   | 7        |
| زارا مولولي                                          | 400 متر حرة للسيدات S10           | 4:44.50  | 4        |            |          |
| ريبيكا ريدفرن                                        | 50 متر حرة للسيدات S13            | 29.62    | 21       | لم يتأهل   | لم يتأهل |
| ريبيكا ريدفرن                                        | 100 متر صدر للسيدات SB13          | 1:15.46  | 2 Q      | 1:14.10    | الثاني   |
| إيلي روبنسون                                         | 50 متر فراشة للسيدات S6           | 37.24    | 4 Q      | 37.08      | 5        |
| هانا راسل                                            | 50 متر حرة للسيدات S13            | 27.96    | 7 Q      | 27.58      | 6        |
| هانا راسل                                            | 100 متر حرة للسيدات S12           | 1:01.81  | 4 Q      | 1:00.25    | الثالث   |
| هانا راسل                                            | 100 متر ظهر للسيدات S12           | 1:08.44  | الأول    |            |          |
| توني شو                                              | 100 متر حرة للسيدات S9            | 1:03.59  | 2 Q      | 1:03.42    | 4        |
| توني شو                                              | 400 متر حرة للسيدات S9            | 4:46.19  | 2 Q      | 4:39.32    | الثالث   |
| توني شو                                              | 100 متر فراشة للسيدات S9          | 1:10.41  | 4 Q      | 1:08.87    | 4        |
| إيلي سيموندز                                         | 400 متر حرة للسيدات S6            | 5:27.64  | 4 Q      | 5:27.99    | 5        |
| إيلي سيموندز                                         | 100 متر صدر للسيدات SB6           | 1:39.95  | 4 Q      | 1:39.94    | 4        |
| إيلي سيموندز                                         | 200 متر ميدلي فردي للسيدات SM6    | 3:07.63  | 6 Q      | 3:04.37    | 5        |
| مايزي سامرز-نيوتن                                    | 400 متر حرة للسيدات S6            | 5:27.91  | 5 Q      | 5:24.42    | 4        |
| مايزي سامرز-نيوتن                                    | 100 متر صدر للسيدات SB6           | 1:33.12  | 1 Q      | 1:32.34    | الأول    |
| مايزي سامرز-نيوتن                                    | 200 متر ميدلي فردي للسيدات SM6    | 3:00.15  | 3 Q      | 2:56.68 WR | الأول    |
| ستيفاني ميلوارد غريس هارفي زارا موللو توني شو        | 4x100 متر حرة للسيدات - 34 نقطة   | DSQ      | -        |            |          |
| ستيفاني ميلوارد مايزي سامرز-نيوتن توني شو زارا موللو | 4x100 متر ميدلي للسيدات - 34 نقطة | 4:58.76  | 4        |            |          |

مختلط
| الرياضي                                                                     | الحدث                        | التصفيات   | التصفيات | النهائي | النهائي |
| الرياضي                                                                     | الحدث                        | النتيجة    | الترتيب  | النتيجة | الترتيب |
| --------------------------------------------------------------------------- | ---------------------------- | ---------- | -------- | ------- | ------- |
| إيلي تشاليس أندرو مولين إيلي روبنسون ويليام بيري تولي كيرني ليندون لونغهورن | 4x50 متر حرة للسيدات 20 نقطة | 2:42.42    | 3 Q      | 2:48.34 | 8       |
| رييس دون بيثاني فيرت جيسيكا-جين آبلغيت جوردان كاتشبول                       | 4x100 متر حرة مختلط S14      | 3:40.63 WR | الأول    |         |         |

## كرة الطاولة
دخلت بريطانيا تسعة رياضيين في مسابقة كرة الطاولة في الألعاب. تأهل روب ديفيز من بطولة 2019 للاتحاد الدولي لتنس الطاولة في هلسينغبورغ، السويد، بينما تأهل باقي الرياضيين الثمانية عبر ترتيبهم العالمي.
الرجال
| الرياضي          | الحدث   | التصفيات                    | التصفيات              | التصفيات                 | التصفيات | دور الـ 16              | دور الـ 8                   | نصف النهائي                        | النهائي / BM      | النهائي / BM |
| الرياضي          | الحدث   | المنافسة النتيجة            | المنافسة النتيجة      | المنافسة النتيجة         | الترتيب  | المنافسة النتيجة        | المنافسة النتيجة            | المنافسة النتيجة                   | الترتيب           |              |
| ---------------- | ------- | --------------------------- | --------------------- | ------------------------ | -------- | ----------------------- | --------------------------- | ---------------------------------- | ----------------- | ------------ |
| توم ماثيوز       | فردي C1 | نام (كوريا الجنوبية) W 3-1  | —                     | لافروف (RPC) W 3-1       | -        | بورغاتو (إيطاليا) W 3-1 | كيم (كوريا الجنوبية) L 0-3  | لم يتأهل                           | الثالث            |              |
| جاك هنتر-سبايفي  | فردي C5 | تشنغ (تايبيه الصينية) W 3-0 | —                     | براندس (بلجيكا) W 3-1    | -        | أورهاوغ (النرويج) W 3-2 | باوس (ألمانيا) L 0-3        | لم يتأهل                           | الثالث            |              |
| بول كارابارداك   | فردي C6 | سيميون (رومانيا) W 3-1      | —                     | هيرث (أستراليا) W 3-0    | 1 Q      | تقدم تلقائي             | بارك (كوريا الجنوبية) W 3-2 | سايدنفيلد (الولايات المتحدة) L 0-3 | لم يتأهل          | الثالث       |
| ويل بايلي        | فردي C7 | تشودزكي (بولندا) W 3-1      | —                     | بونبو (تايلاند) W 3-0    | 1 Q      | تقدم تلقائي             | شناكي (ألمانيا) W 3-0       | لياو (الصين) W 3-2                 | يان (الصين) L 1-3 | الثاني       |
| آرون ماكيبين     | فردي C8 | بيلسير (أستراليا) W 3-0     | —                     | غروزيين (بولندا) L 0-3   | 2 Q      | كارلسون (السويد) W 3-2  | ديدوخ (أوكرانيا) L 1-3      | لم يتأهل                           | لم يتأهل          | لم يتأهل     |
| بيلي شيلتون      | فردي C8 | ديدوخ (أوكرانيا) L 0-3      | —                     | فارينلوف (نيجيريا) W 3-0 | 2 Q      | غروزيين (بولندا) W 3-2  | تشاو (الصين) L 0-3          | لم يتأهل                           | لم يتأهل          | لم يتأهل     |
| روس ويلسون       | فردي C8 | بيرثيير (فرنسا) W 3-0       | —                     | بينغ (الصين) L 2-3       | 2 Q      | أندرسون (السويد) W 3-0  | نوكولينكو (أوكرانيا) L 1-3  | لم يتأهل                           | لم يتأهل          | لم يتأهل     |
| أشلي فاسي-تومسون | فردي C9 | إيوابوتشي (اليابان) L 2-3   | نوزدرونوف (RPC) W 3-2 | كاتس (أوكرانيا) L 1-3    | 4        | لم يتأهل                | لم يتأهل                    | لم يتأهل                           | لم يتأهل          | لم يتأهل     |
| جوشوا ستايسي     | فردي C9 | ما (أستراليا) L 0-3         | تشي (ماليزيا) W 3-0   | كالم (إيطاليا) W 3-2     | -        | نوزدرونوف (RPC) L 2-3   | لم يتأهل                    | لم يتأهل                           | لم يتأهل          |              |

النساء
| الرياضي       | الحدث   | التصفيات                      | التصفيات         | التصفيات                  | التصفيات | دور الـ 8        | نصف النهائي      | النهائي / BM     | النهائي / BM |
| الرياضي       | الحدث   | المنافسة النتيجة              | المنافسة النتيجة | المنافسة النتيجة          | الترتيب  | المنافسة النتيجة | المنافسة النتيجة | المنافسة النتيجة | الترتيب      |
| ------------- | ------- | ----------------------------- | ---------------- | ------------------------- | -------- | ---------------- | ---------------- | ---------------- | ------------ |
| سوزي بيلي     | فردي C4 | بيريك رانكوفيتش (صربيا) L 0-3 | —                | لو (تايبيه الصينية) L 1-3 | 3        | لم يتأهل         | لم يتأهل         | لم يتأهل         | لم يتأهل     |
| ميغان شاكلتون | فردي C4 | تشو (الصين) L 0-3             | —                | باتيل (الهند) L 1-3       | 3        | لم يتأهل         | لم يتأهل         | لم يتأهل         | لم يتأهل     |

الفرق
| الرياضيون                           | الحدث             | دور الـ 16          | دور الـ 8            | نصف النهائي         | النهائي / BM      | النهائي / BM |
| الرياضيون                           | الحدث             | المنافسة النتيجة    | المنافسة النتيجة     | المنافسة النتيجة    | المنافسة النتيجة  | الترتيب      |
| ----------------------------------- | ----------------- | ------------------- | -------------------- | ------------------- | ----------------- | ------------ |
| سوزي بيلي ميغان شاكلتون             | فريق السيدات C4-5 | الأردن (JOR) W 2-1  | الصين (CHN) L 0-2    | لم يتأهل            | الثالث            |              |
| ويل بايلي بول كارابارداك            | فريق الرجال C6-7  | تقدم تلقائي         | أستراليا (AUS) W 2-0 | إسبانيا (ESP) W 2-1 | الصين (CHN) L 0-2 | الثاني       |
| آرون ماكيبين بيلي شيلتون روس ويلسون | فريق الرجال C8    | المجر (HUN) W 2-0   | الصين (CHN) L 0-2    | لم يتأهل            | الثالث            |              |
| أشلي فاسي-تومسون جوشوا ستايسي       | فريق الرجال C9-10 | إسبانيا (ESP) W 2-0 | الصين (CHN) L 0-2    | لم يتأهل            | لم يتأهل          | لم يتأهل     |

## التايكواندو
تأهلت بريطانيا بثلاثة رياضيين للمشاركة في منافسات التايكواندو في الألعاب البارالمبية. أيمي تروسديل كانت أول رياضية بريطانية تتأهل لأول مرة في هذه الألعاب بعد أن احتلت المركز الأول في التصنيف العالمي. في حين تأهل رياضيان آخران عن طريق الفوز بالميدالية الذهبية في بطولة التأهيل الأوروبية لعام 2021 في صوفيا، بلغاريا.
| الرياضي      | الحدث          | الجولة الأولى           | دور الـ 8                | نصف النهائي                  | الانتعاش             | النهائي / BM              | النهائي / BM |
| الرياضي      | الحدث          | المنافسة النتيجة        | المنافسة النتيجة         | المنافسة النتيجة             | المنافسة النتيجة     | المنافسة النتيجة          | الترتيب      |
| ------------ | -------------- | ----------------------- | ------------------------ | ---------------------------- | -------------------- | ------------------------- | ------------ |
| جو لين       | رجال +75 كجم   | عطايف (RPC) L 5-36      | لم يتأهل                 | لم يتأهل                     | محمد (ليبيا) L 18-23 | لم يتأهل                  | لم يتأهل     |
| بيث مونرو    | سيدات – 58 كجم | غوفردهان (نيبال) W 21-8 | جوردال (تركيا) W 34-22   | يوجي (الصين) W 34-25         | تقدم تلقائي          | جيسينغ (الدنمارك) L 14-32 | الثاني       |
| أيمي تروسديل | سيدات +58 كجم  | تقدم تلقائي             | أكيرماش (المغرب) W 42-27 | ناعيموفا (أوزبكستان) L 14-60 | تقدم تلقائي          | شاهاب (إيران) W 41-31     | الثالث       |

## كرة السلة على الكراسي المتحركة
تأهل فريق كرة السلة النسائي البريطاني للألعاب البارالمبية 2020 في طوكيو بعد فوز الفريق النسائي بالميدالية الفضية في بطولة كأس أوروبا لكرة السلة على الكراسي المتحركة 2019.
التشكيلة الرجالية
فيما يلي تشكيلة فريق كرة السلة على الكراسي المتحركة للرجال في بريطانيا - دورة الألعاب البارالمبية الصيفية 2020:
| رقم | الاسم         | العمر – تاريخ الميلاد | النقاط |
| --- | ------------- | --------------------- | ------ |
| 4   | غاز شودري     | 36 – 23 يونيو 1985    | 4.0    |
| 7   | تيري باي ووتر | 38 – 28 فبراير 1983   | 4.5    |
| 9   | هاري براون    | 27 – 21 يونيو 1994    | 2.5    |
| 10  | عبد الله جامع | 38 – 1 نوفمبر 1982    | 1.0    |
| 12  | غريغ واربرتون | 24 – 19 نوفمبر 1996   | 2.0    |
| 13  | إيان ساجر     | 39 – 29 مارس 1982     | 3.0    |
| 14  | لي مانينغ     | 31 – 11 يناير 1990    | 4.5    |
| 15  | بن فوكس       | 26 – 16 أغسطس 1995    | 3.5    |
| 16  | جيمس بالمر    | 24 – 23 أبريل 1997    | 1.0    |
| 17  | جيمس ماكسورلي | 26 – 13 فبراير 1995   | 2.0    |
| 18  | بيلي بريدج    | 26 – 8 أغسطس 1995     | 3.0    |
| 20  | لويس إدواردز  | 23 – 6 يوليو 1998     | 3.0    |

الطاقم التدريبي
- المدرب الرئيسي: غاز شودري
- المساعدون : لي مانينغ

الدليل:
- العمر - يصف العمر في 24 أغسطس 2021.

| مرحلة المجموعات                        | مرحلة المجموعات                        | مرحلة المجموعات                        | مرحلة المجموعات | مرحلة الإقصائيات          | مرحلة الإقصائيات            | مرحلة الإقصائيات             | مرحلة الإقصائيات |
| المباراة 1 في المجموعة المنافس النتيجة | المباراة 2 في المجموعة المنافس النتيجة | المباراة 5 في المجموعة المنافس النتيجة | الترتيب         | دور الـ 8 المنافس النتيجة | نصف النهائي المنافس النتيجة | النهائي / BM المنافس النتيجة | الترتيب          |
| -------------------------------------- | -------------------------------------- | -------------------------------------- | --------------- | ------------------------- | --------------------------- | ---------------------------- | ---------------- |
| الجزائر W 70-43                        | ألمانيا L 59-71                        | أستراليا W 70-69                       | 1 Q             | كندا W 66-52              | اليابان L 68-79             | إسبانيا W 68-58              | الثالث           |
| المباراة 3 في المجموعة المنافس النتيجة | المباراة 4 في المجموعة المنافس النتيجة | أستراليا W 70-69                       | 1 Q             | كندا W 66-52              | اليابان L 68-79             | إسبانيا W 68-58              | الثالث           |
| الولايات المتحدة W 64-63               | إيران W 69-57                          | أستراليا W 70-69                       | 1 Q             | كندا W 66-52              | اليابان L 68-79             | إسبانيا W 68-58              | الثالث           |

التشكيلة النسائية
فيما يلي تشكيلة فريق كرة السلة على الكراسي المتحركة للسيدات في بريطانيا - دورة الألعاب البارالمبية الصيفية 2020
| رقم | الاسم            | العمر – تاريخ الميلاد | النقاط |
| --- | ---------------- | --------------------- | ------ |
| 4   | شارلوت مور       | 22 – 13 سبتمبر 1998   | 1.0    |
| 5   | صوفي كاريغيل     | 27 – 19 يناير 1994    | 1.0    |
| 6   | ميشايلا بيل      | 25 – 8 أغسطس 1996     | 1.5    |
| 7   | هيلين فريمان     | 31 – 23 نوفمبر 1989   | 4.0    |
| 8   | لوري ويليامز     | 29 – 4 فبراير 1992    | 2.5    |
| 9   | جوديث هامر       | 30 – 3 ديسمبر 1990    | 4.0    |
| 10  | إيمي كونروي      | 28 – 22 أكتوبر 1992   | 4.0    |
| 11  | مادلين طومسون    | 26 – 29 مارس 1995     | 4.0    |
| 12  | لوسي روبنسون     | 22 – 21 مايو 1999     | 4.5    |
| 13  | شيفون فيتزباتريك | 23 – 28 يناير 1998    | 3.0    |
| 14  | جوي هايزيلدن     | 22 – 1 ديسمبر 1998    | 2.5    |
| 15  | روبين لوف        | 30 – 28 أغسطس 1990    | 3.5    |

الطاقم التدريبي
- المدرب الرئيسي: سيمون فيشر
- المساعدون : مادلين طومسون

الدليل:
- العمر - يصف العمر في 24 أغسطس 2021.

| مرحلة المجموعات                        | مرحلة المجموعات                        | مرحلة المجموعات | مرحلة الإقصائيات          | مرحلة الإقصائيات            | مرحلة الإقصائيات             | مرحلة الإقصائيات                                       |
| المباراة 1 في المجموعة المنافس النتيجة | المباراة 2 في المجموعة المنافس النتيجة | الترتيب         | دور الـ 8 المنافس النتيجة | نصف النهائي المنافس النتيجة | النهائي / BM المنافس النتيجة | الترتيب                                                |
| -------------------------------------- | -------------------------------------- | --------------- | ------------------------- | --------------------------- | ---------------------------- | ------------------------------------------------------ |
| كندا L 54-73                           | اليابان L 48-54                        | 4 Q             | الصين L 33-47             | لم يتأهل                    | لم يتأهل                     | 7 (مباراة التصنيف من المركز 7-8 إسبانيا (ESP) W 62-43) |
| المباراة 3 في المجموعة المنافس النتيجة | المباراة 4 في المجموعة المنافس النتيجة | 4 Q             | الصين L 33-47             | لم يتأهل                    | لم يتأهل                     | 7 (مباراة التصنيف من المركز 7-8 إسبانيا (ESP) W 62-43) |
| ألمانيا L 35-53                        | أستراليا W 75-38                       | 4 Q             | الصين L 33-47             | لم يتأهل                    | لم يتأهل                     | 7 (مباراة التصنيف من المركز 7-8 إسبانيا (ESP) W 62-43) |

## المبارزة على الكراسي المتحركة
في 28 يونيو 2021، أعلنت الجمعية البارالمبية البريطانية عن اختيار أربعة مبارزين لتمثيل بريطانيا في طوكيو.

### فردي
| الرياضي          | الحدث                                                                                         | التأهل               | التأهل    | التأهل  | دور الـ16                  | ربع النهائي                 | نصف النهائي                  | النهائي / BM                   | النهائي / BM |
| الرياضي          | الحدث                                                                                         | المنافس              | النتيجة   | الترتيب | المنافس النتيجة            | المنافس النتيجة             | المنافس النتيجة              | المنافس النتيجة                | الترتيب      |
| ---------------- | --------------------------------------------------------------------------------------------- | -------------------- | --------- | ------- | -------------------------- | --------------------------- | ---------------------------- | ------------------------------ | ------------ |
| جيما كوليس-مككان | الحدث الفردي للسيدات إيبوا A                                                                  | فيريس (المجر)        | خسارة 3-5 | 4 Q     | بروس (أوكرانيا) خسارة 5-15 | لم يتأهل                    | لم يتأهل                     | لم يتأهل                       | 10           |
| جيما كوليس-مككان | الحدث الفردي للسيدات إيبوا A                                                                  | ماتسوموتو (اليابان)  | فوز 5-2   | 4 Q     | بروس (أوكرانيا) خسارة 5-15 | لم يتأهل                    | لم يتأهل                     | لم يتأهل                       | 10           |
| جيما كوليس-مككان | الحدث الفردي للسيدات إيبوا A                                                                  | رونغ (الصين)         | خسارة 2-5 | 4 Q     | بروس (أوكرانيا) خسارة 5-15 | لم يتأهل                    | لم يتأهل                     | لم يتأهل                       | 10           |
| جيما كوليس-مككان | الحدث الفردي للسيدات إيبوا A                                                                  | إيفدوكيموفا (RPC)    | خسارة 4-5 | 4 Q     | بروس (أوكرانيا) خسارة 5-15 | لم يتأهل                    | لم يتأهل                     | لم يتأهل                       | 10           |
| جيما كوليس-مككان | الحدث الفردي للسيدات إيبوا A                                                                  | درودز (بولندا)       | فوز 5-4   | 4 Q     | بروس (أوكرانيا) خسارة 5-15 | لم يتأهل                    | لم يتأهل                     | لم يتأهل                       | 10           |
| جيما كوليس-مككان | الحدث الفردي للسيدات سابر A                                                                   | كاجماسي (المجر)      | خسارة 1-5 | 5       | لم يتأهل                   | لم يتأهل                    | لم يتأهل                     | لم يتأهل                       | 13           |
| جيما كوليس-مككان | الحدث الفردي للسيدات سابر A                                                                   | فيدريتش (بولندا)     | خسارة 1-5 | 5       | لم يتأهل                   | لم يتأهل                    | لم يتأهل                     | لم يتأهل                       | 13           |
| جيما كوليس-مككان | الحدث الفردي للسيدات سابر A                                                                   | موركيفيتش (أوكرانيا) | خسارة 1-5 | 5       | لم يتأهل                   | لم يتأهل                    | لم يتأهل                     | لم يتأهل                       | 13           |
| جيما كوليس-مككان | الحدث الفردي للسيدات سابر A                                                                   | موغوس (إيطاليا)      | خسارة 4-5 | 5       | لم يتأهل                   | لم يتأهل                    | لم يتأهل                     | لم يتأهل                       | 13           |
| ديميتري كوتيا    | المبارزة على الكراسي المتحركة في دورة الألعاب البارالمبية الصيفية 2020 – الحدث الفردي إيبوا B | فوجيتا (اليابان)     | فوز 5-4   | 1 Q     | -                          | داتسكو (أوكرانيا) فوز 15-13 | غيسون (البرازيل) خسارة 12-15 | برانييفيتش (بيلاروس) فوز 15-11 | الثالث       |
| ديميتري كوتيا    | المبارزة على الكراسي المتحركة في دورة الألعاب البارالمبية الصيفية 2020 – الحدث الفردي إيبوا B | بيتر (فرنسا)         | فوز 5-1   | 1 Q     | -                          | داتسكو (أوكرانيا) فوز 15-13 | غيسون (البرازيل) خسارة 12-15 | برانييفيتش (بيلاروس) فوز 15-11 | الثالث       |
| ديميتري كوتيا    | المبارزة على الكراسي المتحركة في دورة الألعاب البارالمبية الصيفية 2020 – الحدث الفردي إيبوا B | داتسكو (أوكرانيا)    | فوز 5-2   | 1 Q     | -                          | داتسكو (أوكرانيا) فوز 15-13 | غيسون (البرازيل) خسارة 12-15 | برانييفيتش (بيلاروس) فوز 15-11 | الثالث       |
| ديميتري كوتيا    | المبارزة على الكراسي المتحركة في دورة الألعاب البارالمبية الصيفية 2020 – الحدث الفردي إيبوا B | كوزيوكوف (RPC)       | فوز 5-3   | 1 Q     | -                          | داتسكو (أوكرانيا) فوز 15-13 | غيسون (البرازيل) خسارة 12-15 | برانييفيتش (بيلاروس) فوز 15-11 | الثالث       |
| ديميتري كوتيا    | المبارزة على الكراسي المتحركة في دورة الألعاب البارالمبية الصيفية 2020 – الحدث الفردي إيبوا B | مينفيل (كندا)        | فوز 5-1   | 1 Q     | -                          | داتسكو (أوكرانيا) فوز 15-13 | غيسون (البرازيل) خسارة 12-15 | برانييفيتش (بيلاروس) فوز 15-11 | الثالث       |
| ديميتري كوتيا    | المبارزة على الكراسي المتحركة في دورة الألعاب البارالمبية الصيفية 2020 – الحدث الفردي إيبوا B | علي (العراق)         | فوز 5-2   | 1 Q     | -                          | داتسكو (أوكرانيا) فوز 15-13 | غيسون (البرازيل) خسارة 12-15 | برانييفيتش (بيلاروس) فوز 15-11 | الثالث       |
| ديميتري كوتيا    | المبارزة على الكراسي المتحركة في دورة الألعاب البارالمبية الصيفية 2020 – الحدث الفردي فويل B  | أوندا (اليابان)      | فوز 5-1   | 2 Q     | -                          | فاليت (فرنسا) فوز 15-8      | فنج (الصين) خسارة 14-15      | كامالوف (RPC) فوز 15-2         | الثالث       |
| ديميتري كوتيا    | المبارزة على الكراسي المتحركة في دورة الألعاب البارالمبية الصيفية 2020 – الحدث الفردي فويل B  | شافيز (البرازيل)     | فوز 5-1   | 2 Q     | -                          | فاليت (فرنسا) فوز 15-8      | فنج (الصين) خسارة 14-15      | كامالوف (RPC) فوز 15-2         | الثالث       |
| ديميتري كوتيا    | المبارزة على الكراسي المتحركة في دورة الألعاب البارالمبية الصيفية 2020 – الحدث الفردي فويل B  | كوزيوكوف (RPC)       | فوز 5-1   | 2 Q     | -                          | فاليت (فرنسا) فوز 15-8      | فنج (الصين) خسارة 14-15      | كامالوف (RPC) فوز 15-2         | الثالث       |
| ديميتري كوتيا    | المبارزة على الكراسي المتحركة في دورة الألعاب البارالمبية الصيفية 2020 – الحدث الفردي فويل B  | فاليت (فرنسا)        | فوز 5-3   | 2 Q     | -                          | فاليت (فرنسا) فوز 15-8      | فنج (الصين) خسارة 14-15      | كامالوف (RPC) فوز 15-2         | الثالث       |
| ديميتري كوتيا    | المبارزة على الكراسي المتحركة في دورة الألعاب البارالمبية الصيفية 2020 – الحدث الفردي فويل B  | ناومنكو (أوكرانيا)   | فوز 5-0   | 2 Q     | -                          | فاليت (فرنسا) فوز 15-8      | فنج (الصين) خسارة 14-15      | كامالوف (RPC) فوز 15-2         | الثالث       |
| ديميتري كوتيا    | المبارزة على الكراسي المتحركة في دورة الألعاب البارالمبية الصيفية 2020 – الحدث الفردي فويل B  | فنج (الصين)          | خسارة 3-5 | 2 Q     | -                          | فاليت (فرنسا) فوز 15-8      | فنج (الصين) خسارة 14-15      | كامالوف (RPC) فوز 15-2         | الثالث       |
| بيرس جيلفر       | المبارزة على الكراسي المتحركة في دورة الألعاب البارالمبية الصيفية 2020 – الحدث الفردي إيبوا A | مانكو (أوكرانيا)     | فوز 5-2   | 1 Q     | -                          | مانكو (أوكرانيا) فوز 15-2   | سن (الصين) فوز 15-6          | شابوروف (بيلاروس) فوز 15-9     | الأول        |
| بيرس جيلفر       | المبارزة على الكراسي المتحركة في دورة الألعاب البارالمبية الصيفية 2020 – الحدث الفردي إيبوا A | نوبل (فرنسا)         | فوز 5-4   | 1 Q     | -                          | مانكو (أوكرانيا) فوز 15-2   | سن (الصين) فوز 15-6          | شابوروف (بيلاروس) فوز 15-9     | الأول        |
| بيرس جيلفر       | المبارزة على الكراسي المتحركة في دورة الألعاب البارالمبية الصيفية 2020 – الحدث الفردي إيبوا A | بيندر (بولندا)       | فوز 5-1   | 1 Q     | -                          | مانكو (أوكرانيا) فوز 15-2   | سن (الصين) فوز 15-6          | شابوروف (بيلاروس) فوز 15-9     | الأول        |
| بيرس جيلفر       | المبارزة على الكراسي المتحركة في دورة الألعاب البارالمبية الصيفية 2020 – الحدث الفردي إيبوا A | جيوردان (إيطاليا)    | فوز 5-2   | 1 Q     | -                          | مانكو (أوكرانيا) فوز 15-2   | سن (الصين) فوز 15-6          | شابوروف (بيلاروس) فوز 15-9     | الأول        |
| بيرس جيلفر       | المبارزة على الكراسي المتحركة في دورة الألعاب البارالمبية الصيفية 2020 – الحدث الفردي إيبوا A | يوسوبوف (RPC)        | فوز 5-4   | 1 Q     | -                          | مانكو (أوكرانيا) فوز 15-2   | سن (الصين) فوز 15-6          | شابوروف (بيلاروس) فوز 15-9     | الأول        |
| بيرس جيلفر       | المبارزة على الكراسي المتحركة في دورة الألعاب البارالمبية الصيفية 2020 – الحدث الفردي إيبوا A | سن (الصين)           | فوز 5-1   | 1 Q     | -                          | مانكو (أوكرانيا) فوز 15-2   | سن (الصين) فوز 15-6          | شابوروف (بيلاروس) فوز 15-9     | الأول        |
| بيرس جيلفر       | المبارزة على الكراسي المتحركة في دورة الألعاب البارالمبية الصيفية 2020 – الحدث الفردي سابر A  | نوبل (فرنسا)         | فوز 5-0   | 3 Q     | لي (الصين) خسارة 12-15     | لم يتأهل                    | لم يتأهل                     | لم يتأهل                       | 11           |
| بيرس جيلفر       | المبارزة على الكراسي المتحركة في دورة الألعاب البارالمبية الصيفية 2020 – الحدث الفردي سابر A  | ناغايف (أوكرانيا)    | فوز 5-2   | 3 Q     | لي (الصين) خسارة 12-15     | لم يتأهل                    | لم يتأهل                     | لم يتأهل                       | 11           |
| بيرس جيلفر       | المبارزة على الكراسي المتحركة في دورة الألعاب البارالمبية الصيفية 2020 – الحدث الفردي سابر A  | مانكو (أوكرانيا)     | خسارة 2-5 | 3 Q     | لي (الصين) خسارة 12-15     | لم يتأهل                    | لم يتأهل                     | لم يتأهل                       | 11           |
| بيرس جيلفر       | المبارزة على الكراسي المتحركة في دورة الألعاب البارالمبية الصيفية 2020 – الحدث الفردي سابر A  | تيان (الصين)         | خسارة 0-5 | 3 Q     | لي (الصين) خسارة 12-15     | لم يتأهل                    | لم يتأهل                     | لم يتأهل                       | 11           |

## الرجبي على الكراسي المتحركة
تأهل منتخب بريطانيا الوطني للرجبي على الكراسي المتحركة للألعاب بعد أن أنهى في المركزين الأول والثاني في بطولة أوروبا 2019 للقسم أ في فييلي.
التشكيلة
في 2 يونيو 2021، تم الإعلان عن التشكيلة الكاملة لبريطانيا للمشاركة في البطولة
- كريس ريان (قائد مساعد)
- غافين ووكر (قائد مساعد)
- أياز بوتا
- جوناثان كوغن
- ريان كولينغ
- نيكولاس كومينز
- كايلي جرايمز
- آرون فيبس
- جيم روبرتس
- ستيوارت روبنسون
- جاك سميث
- جيمي ستيد

الترتيب - المجموعة ب
| التشكيلة              | مرحلة المجموعات | مرحلة المجموعات     | مرحلة المجموعات              | مرحلة المجموعات | نصف النهائي       | النهائي                    | الترتيب |
| التشكيلة              | المنافس النتيجة | المنافس النتيجة     | المنافس النتيجة              | الترتيب         | المنافس النتيجة   | المنافس النتيجة            | الترتيب |
| --------------------- | --------------- | ------------------- | ---------------------------- | --------------- | ----------------- | -------------------------- | ------- |
| منتخب بريطانيا الوطني | كندا فوز 50–47  | نيوزيلندا فوز 60–37 | الولايات المتحدة خسارة 48-50 | 2 Q             | اليابان فوز 55-49 | الولايات المتحدة فوز 54-49 | الأول   |

مرحلة المجموعات
| الترتيب | الفريق           | المباريات | فوز | تعادل | خسارة | الأهداف المسجلة | الأهداف المستقبلة | فارق الأهداف | النقاط | التأهل               |
| ------- | ---------------- | --------- | --- | ----- | ----- | --------------- | ----------------- | ------------ | ------ | -------------------- |
| 1       | الولايات المتحدة | 3         | 3   | 0     | 0     | 171             | 137               | +34          | 6      | نصف النهائي          |
| 2       | المملكة المتحدة  | 3         | 2   | 0     | 1     | 158             | 134               | +24          | 4      |                      |
| 3       | كندا             | 3         | 1   | 0     | 2     | 152             | 144               | +8           | 2      | مباراة المركز الخامس |
| 4       | نيوزيلندا        | 3         | 0   | 0     | 3     | 108             | 174               | −66          | 0      | مباراة المركز السابع |

25 أغسطس 2021 - 12:45
 كندا 47–50  المملكة المتحدة (استاد يويوجي الوطني، طوكيو)
26 أغسطس 2021 - 12:45
 نيوزيلندا 37–60  المملكة المتحدة (استاد يويوجي الوطني، طوكيو)
27 أغسطس 2021 - 12:45
 الولايات المتحدة 50–48  المملكة المتحدة (استاد يويوجي الوطني، طوكيو)
نصف النهائي
28 أغسطس 2021 - 20:00
 اليابان 49–55  المملكة المتحدة (استاد يويوجي الوطني، طوكيو)
النهائي (مباراة الميدالية الذهبية)
29 أغسطس 2021 - 20:00
 الولايات المتحدة 49–54  المملكة المتحدة (استاد يويوجي الوطني، طوكيو)

## تنس الكراسي المتحركة
تأهلت بريطانيا العظمى لتنس الكراسي المتحركة بتأهل سبعة لاعبين. تأهل ستة منهم عبر التصنيف العالمي، بينما تأهل أحدهم من خلال الحصول على دعوة تخصيص الحصص الثنائية.
| اللاعب                      | الحدث        | دور الـ64                                     | دور الـ32                                 | دور الـ16                                     | دور الـ8                               | دور نصف النهائي                             | النهائي / مباراة الميدالية البرونزية      | النهائي / مباراة الميدالية البرونزية |
| اللاعب                      | الحدث        | الخصم النتيجة                                 | الخصم النتيجة                             | الخصم النتيجة                                 | الخصم النتيجة                          | الخصم النتيجة                               | الخصم النتيجة                             | الترتيب                              |
| --------------------------- | ------------ | --------------------------------------------- | ----------------------------------------- | --------------------------------------------- | -------------------------------------- | ------------------------------------------- | ----------------------------------------- | ------------------------------------ |
| ديرموت بيلي                 | فردي الرجال  | كافيرزاشي (إسبانيا) خسر 0-6, 2-6              | لم يتأهل                                  | لم يتأهل                                      | لم يتأهل                               | لم يتأهل                                    | لم يتأهل                                  | لم يتأهل                             |
| ألفي هيويت                  | فردي الرجال  | تقدم تلقائي                                   | فابيسياك (بولندا) فاز 6-1, 6-2            | سبارغارين (هولندا) فاز 6-1, 2-6, 6-3          | بييفير (فرنسا) فاز 6-3, 6-4            | إجبيرينك (هولندا) خسر 4-6, 6-3, 5-7         | ريد (بريطانيا العظمى) خسر 4-6, 6-3, 5-7   | 4                                    |
| غوردون ريد                  | فردي الرجال  | تقدم تلقائي                                   | إلس (جنوب إفريقيا) فاز 6-2, 6-0           | سانادو (اليابان) فاز 6-2, 6-1                 | فرنانديز (الأرجنتين) فاز 7-5, 3-6, 6-1 | كونييدا (اليابان) خسر 3-6, 2-6              | هيويت (بريطانيا العظمى) فاز 6-4, 3-6, 7-5 | الثالث                               |
| ألفي هيويت غوردون ريد       | دبلز الرجال  | تقدم تلقائي                                   | فليكس/لانغمان (النمسا) فاز 6-0, 6-0       | جيرارد/فاندورب (بلجيكا) فاز 6-2, 6-2          | كونييدا/سانادو (اليابان) فاز 6-2, 6-1  | هوديت/بييفير (فرنسا) خسر 5-7, 6-0, 6-7(3-7) | الثاني                                    |                                      |
| لوسي شوكير                  | فردي السيدات | أن (تركيا) فاز 6-0, 6-0                       | زينزين (الصين) خسر 6-7(2-7), 2-6          | لم تتأهل                                      | لم تتأهل                               | لم تتأهل                                    | لم تتأهل                                  |                                      |
| جورداني وايلي               | فردي السيدات | بيرنال (كولومبيا) فاز 6-0, 6-3                | تانكا (اليابان) فاز 6-1, 6-0              | ماثيوسون (الولايات المتحدة) فاز 6-3, 3-6, 7-5 | دي غروا (هولندا) خسر 4-6, 2-6          | فان كوت (هولندا) فاز 6-4, 6-7(7-9), 6-4     | الثالث                                    |                                      |
| لوسي شوكير جورداني وايلي    | دبلز السيدات | تقدم تلقائي                                   | مونتجان/فينتر (جنوب إفريقيا) فاز 6-2, 6-0 | وانغ/زينزين (الصين) فاز 6-4, 6-2              | دي غروا/فان كوت (هولندا) خسر 0-6, 1-6  | الثاني                                      |                                           |                                      |
| أنتوني كوتيريل              | فردي الرباعي | دافيدسون (أستراليا) خسر 1-6, 0-6              | لم يتأهل                                  | لم يتأهل                                      | لم يتأهل                               | لم يتأهل                                    |                                           |                                      |
| أندي لابثورن                | فردي الرباعي | شو (كندا) فاز 6-1, 6-2                        | فنيك (هولندا) خسر 4-6, 1-6                | لم يتأهل                                      | لم يتأهل                               | لم يتأهل                                    |                                           |                                      |
| أنتوني كوتيريل أندي لابثورن | دبلز الرباعي | كيم ك-س/كيم م-ج (كوريا الجنوبية) فاز 6-2, 6-0 | شرودر/فنيك (هولندا) خسر 0-6, 2-6          | موروشي/سوجينو (اليابان) خسر 5-7, 6-3, 5-7     | 4                                      |                                             |                                           |                                      |